# أحمد علي (لاعب كرة قدم مواليد 1990)
أحمد علي (مواليد 28 يناير 1990 في الشارقة) هو لاعب كرة قدم إماراتي. لعب سابقاً مع منتخب الإمارات لكرة القدم.
لعب سابقاً في أندية الوحدة و بني ياس والظفرة و الوصل .

## وصلات خارجية
- أحمد علي على موقع الاتحاد الدولي (مؤرشف)  (الإنجليزية)
- أحمد علي على موقع إي إس بي إن إف سي (الإنجليزية)
- أحمد علي على موقع قاعدة بيانات كرة القدم.إي يو (الإنجليزية)
- أحمد علي على موقع Soccerway.com (الإنجليزية)
- أحمد علي على موقع كووورة
- أحمد علي على موقع أوليمبيديا (الإنجليزية)
- أحمد علي على ESPN سوكرنت